# GET BACK (FLOWの曲)
「GET BACK」（ゲット バック）は、日本のバンド、FLOWの楽曲で、メジャー40枚目（通算44枚目）のシングル。2023年11月22日にSACRA MUSICから発売。
前作「デイドリーム ビリーヴァー」から約1か年ぶりのリリースで、2023年第1弾シングル。

## 収録内容

### 初回生産限定盤

#### DISC 1（CD）
1. GET BACK [3:15]
作詞：KOHSHI ASAKAWA　作曲：TAKESHI ASAKAWA　編曲：FLOW
  - テレビアニメ『帰還者の魔法は特別です』オープニングテーマ
  - 同年10月8日、先行配信開始。
2. LOST [4:02]
作詞：KOHSHI ASAKAWA　作曲：TAKESHI ASAKAWA　編曲：FLOW
  - スマホ・PCゲーム『コードギアス 反逆のルルーシュ ロストストーリーズ』メインストリー第2部主題歌
  - 同年5月14日、先行配信開始。
3. GET BACK (English ver.) [3:16]
  - 同年10月8日、先行配信開始。
4. GET BACK (Instrumental) [3:14]
5. LOST (Instrumental) [4:03]

#### DISC 2（BD）
Chapter 1
GET BACK (Music Video)
Chapter 2
FLOW 20th ANNIVERSARY LIVE TOUR 2023 「Voy☆☆☆」 at 恵比寿LIQUIDROOM 2023.5.11
1. 贈る言葉
2. Like a Rolling Snow
3. 新世界
4. やっぱりシンドバッド
5. 虹の空
6. DICE
7. 東京ブレーメン
8. モメント
9. 燈
10. コルコバード
11. Winter Story
12. Terminal 1
13. ブラスター
14. Melody
15. WORLD END
16. GO!!!
17. HERO 〜希望の歌〜
18. GOLD
19. Voyage

-Encore-

EN1. 赤いサイレン

### 初回仕様限定盤（アニメ盤）
1. GET BACK [3:15]
2. LOST [4:02]
3. GET BACK (English ver.) [3:16]
4. GET BACK (Anime size ver.) [1:32]
5. 贈る言葉 (LIVE TOUR 2023「Voy☆☆☆」) [3:36]
6. Voyage (LIVE TOUR 2023「Voy☆☆☆」) [4:43]
7. GET BACK (Instrumental) [3:14]
8. LOST (Instrumental) [4:03]